# Донохо, Дэвид Ли
Дэвид Ли Донохо (англ. David Leigh Donoho; род. 5 марта 1957) — американский статистик, чьи важнейшие результаты находятся в области разработки курвлетов (специализированных вариантов вейвлетов) и в теории compressive sensing.
Член Национальной академии наук США и Американского философского общества (2019), иностранный член Французской академии наук, профессор Стэнфордского университета.
В 1978 году получил степень бакалавра в Принстонском университете. В 1984 году получил степень Ph.D. в Гарвардском университете. В 1984—1990 годах работал в Калифорнийском университете в Беркли, затем перешел в Стэнфордский университет.
Является членом Американской академии искусств и наук, действительным членом Американского математического общества и Общества промышленной и прикладной математики SIAM.
Донохо известен благодаря своим работам по снижению размерности, разработке специализированных вариантов вейвлетов и Compressive sensing.

## Награды и отличия
- Стипендия Мак-Артура (1991)[5]
- COPSS Presidents' Award (1994)
- Лекция Джона фон Неймана (2001)[6]
- Премия Норберта Винера по прикладной математике (2010)
- Премия Шао (2013)
- Премия Гаусса (2018) - “за фундаментальный вклад в математический, статистический и вычислительный анализ важных проблем в теории передачи сигналов”[2]

В 2002 году пленарный докладчик на Международном конгрессе математиков.